# Joachim Sauer
Joachim Sauer (n. 19 aprilie 1949, Hosena⁠(d), RDG) este un chimist german, specializat pe chimie cuantică și profesor universitar la Universitatea Humboldt din Berlin. Este soțul cancelarului Germaniei, Angela Merkel. Este unul dintre cei șapte membri ai consiliului de administrație al Fundației Friede Springer, împreună cu fostul președinte german, Horst Köhler și alții.

## Legături externe
- CV of Prof. Dr. Joachim Sauer Arhivat în 12 ianuarie 2015, la Wayback Machine.